# Campionato di calcio della Palestina/Eretz Israele 1934-1935
Il Campionato di calcio della Palestina/Eretz Israele 1934-1935 è stata la 3ª edizione del campionato di calcio del Mandato britannico della Palestina (poi divenuto campionato israeliano di calcio, dopo la fondazione di Israele nel 1948).
Analogamente all'edizione precedente, le statistiche del campionato 1934-1935 sono lacunose, e neppure l'IFA ne dispone di ufficiali.
L'Hapoel Tel Aviv si afferma campione nazionale, ma, come accertato dalle ricerche eseguite nel 2002 dalla Rec.Sport.Soccer Statistics Foundation, il campionato non fu concluso. L'Hapoel Tel Aviv era effettivamente in testa alla classifica, ma la PFA (corrispondente all'attuale IFA) non lo riconobbe ufficialmente campione nazionale.

## Verdetti
- Titolo 1934-1935 non assegnato